# Locris venosa
Locris venosa är en insektsart som beskrevs av Henri Schouteden 1901. Locris venosa ingår i släktet Locris och familjen spottstritar. Inga underarter finns listade i Catalogue of Life.